# Hajipur
Hajipur là một thị trấn thống kê (census town) của quận Hoshiarpur thuộc bang Punjab, Ấn Độ.

## Địa lý
Hajipur có vị trí 31°59′B 75°46′Đ / 31,98°B 75,76°Đ Nó có độ cao trung bình là 288 mét (944 feet).

## Nhân khẩu
Theo điều tra dân số năm 2001 của Ấn Độ, Hajipur có dân số 5366 người. Phái nam chiếm 52% tổng số dân và phái nữ chiếm 48%. Hajipur có tỷ lệ 78% biết đọc biết viết, cao hơn tỷ lệ trung bình toàn quốc là 59,5%: tỷ lệ cho phái nam là 81%, và tỷ lệ cho phái nữ là 75%. Tại Hajipur, 11% dân số nhỏ hơn 6 tuổi.